# Diego Biseswar
Diego Biseswar, né le 8 mars 1988 à Amsterdam aux Pays-Bas, est un footballeur international surinamien. Il évolue comme attaquant au PAOK Salonique.

## Biographie
Diego Biseswar est né en 1988 à Amsterdam. Il commence son parcours professionnel à Feyenoord en 2005.En 2006, il est prêté à Heracles Almelo, puis en 2007 à Graafschap. En 2012, il est transféré à Kayserispor qui évolue dans le championnat turc.

## Palmarès
PAOK Salonique
- Coupe de Grèce : 2017 et 2018
- Championnat de Grèce : Vice-champion : 2017